# Vihangam yoga
Il Vihangam Yoga è una tecnica di meditazione che mira ad ottenere il più alto livello di coscienza -samādhi- culminante nella liberazione dell'anima dai legami della materia, già in vita (mukhti).

## Origine del termine
La parola sanscrita vihangam significa oca selvatica.  L'anima infatti, come un uccello che in volo sfida la forza di gravità con la sola forza delle ali, riesce a conquistare, grazie a questa particolare tecnica, il livello di pura coscienza cessando ogni attività che coinvolga il corpo, la mente e l'intelletto.

## Storia
Del Vihangam Yoga si parla già nei Veda, ma per secoli se ne perdono le tracce fino a che tale conoscenza non viene riportata alla luce dal grande poeta e mistico Sant Kabir, vissuto in India nel tra il XV e il XVI secolo, per poi essere di nuovo dimenticata. In tempi recenti, lo yogi indiano Swami Sadafal Deoji Maharaji (1888, India del nord), l'ha di nuovo resa accessibile, illustrando, tra l'altro, le percezioni ottenute nello stato di samadhi in un'opera in versi, lo Swarveda, che descrive ogni aspetto della pratica spirituale in modo completo e sistematico.